# 앰버 미드선더
앰버 미드선더(Amber Midthunder, 1997년 4월 26일 ~)는 미국의 배우로 포트펙 수 부족 출신이다. 앰버는 FX의 시리즈 <리전>과 CW의 시리즈 <로스웰, 뉴 멕시코>를 비롯하여 <롱마이어>와 <반시>에 출연했다. 미드선더는 영화 프레데터 시리즈의 다섯 번째 프랜차이즈인 <프레이>에 나루라는 주연을 맡았고 스트리밍 시리즈로 나올 <아바타: 더 라스트 에어벤더>에서 북부 물 부족의 공주인 유에로 나오게 된다.
앰버 미드선더의 아버지는 데이비드 미드선더이며 어머니 안젤리크 미드선더는 캐스팅 감독이자 스턴트 배우다. 앰버는 미국 원주민 혈통으로 포트펙 수 부족에 속해 있다.

## 출연 작품

### 영화
- 선샤인 클리닝 (2008)
- 스윙 보트 (2008)
- 실종자 (2009)
- 로스트 인 더스트 (2016)
- 아이스 로드 (2021) - 탄투 역
- 프레이 (2022) - 나루 역
- 노보케인 (2025) - 셰리 역

### 텔레비전
- 리전 (2017-19) - 케리 라우더밀크 역
- 로스웰, 뉴 멕시코 (2019-)